# Desa Keli (administrativ by i Indonesien, Nusa Tenggara Timur)
Desa Keli är en administrativ by i Indonesien.   Den ligger i provinsen Nusa Tenggara Timur, i den centrala delen av landet, 1 600 km öster om huvudstaden Jakarta.